# Gjilan (kommun)
Gjilan (albanska: Gjilan med böjningsformen Gjilani; serbiska: Gnjilane) är en kommun i östra Kosovo, 47 kilometer sydöst om Pristina, med omkring 90 015 invånare. Det administrativa centrumet är Gjilan.